# 立体テレビ放送
立体テレビ放送（りったいテレビほうそう）とは、視聴者に立体的な映像を表示することができる3次元ディスプレイ（薄型テレビ等）に向けたテレビ放送のことである。3Dテレビ放送とも。視聴者が被写体を自由な視点から観察できる「自由視点テレビ」などを前提とした、新しいテレビ放送も含まれる。

## 歴史

### 前史
日本では1974年10月から1975年3月まで放送された日本テレビ系のドラマ『オズの魔法使い』の第5話（11月5日放映分）から、番組中の数分間アナグリフ方式の赤緑メガネを使い立体視できる映像が放映された。さらに同局で1977年10月から1978年10月まで放送されたアニメーション『家なき子』ではステレオクローム方式を採用した3次元映像を放送していた。これは眼鏡がなくても普通に視聴でき、眼鏡があれば立体視できるようになっていた。

### 胎動
2007年10月1日、メガネストアーによる日本初の実写3次元映像CMがオンエアされた。このCMはアナグリフ方式を採用しているため、立体的に見るためには赤青メガネが必要であり、メガネストアー各店舗では赤青メガネを無料配布した。
2007年12月より日本BS放送（BS11）が、立体テレビ番組「3D立体革命」の放送を開始し、ビックカメラ等の一部家電量販店の店頭でデモが行われている。ただし同放送の視聴には専用の受像機とメガネが必要となるが、2008年12月の段階で市販されているのはヒュンダイ製の46型と32型液晶テレビの2機種のみで、現状では技術デモの色彩が強い。中国でも、上海文広互動電視公司が2007年5月より立体テレビの放送を開始している。番組放送時、普通の2Dテレビで視聴すると、画面が2分割される「サイド・バイ・サイド」での放送となる。
2008年1月7日付読売新聞の記事によると、総務省は、2020年をめどに企業向けの映像技術を実用化、2025年には一般家庭用に立体テレビの他、立体テレビ電話等も実用化することを目指し、民間企業と共同でシステムの開発を進める方針とした。
2009年11月1日に日本テレビ系列で放送された『驚きの嵐!世紀の実験 学者も予測不可能SP』では、事前に視聴者に赤青メガネを用意するように呼びかけて番組の一部で3D放送を行った。
2010年年は前年の映画『アバター』ヒットを追い風に「3D元年」と呼ばれた。同年初頭には、パナソニック、ソニー、サムスン電子など家電大手各社が立体テレビ（3Dテレビ）の年内市販化を表明。パナソニックは2010年4月に販売を開始した。さらに3Dコンテンツ制作や立体テレビ放送普及のために大手映画・放送会社との提携を進めており、新たな家電需要の開拓が期待されていた。2010年12月には、東芝から12型と20型の裸眼3Dテレビが発売された。2011年秋には、40型以上の裸眼3Dテレビを発売する予定だった。

### 頓挫
日本では2010年6月19日にスカパー!がハイビジョン3D放送を開始した。2010 FIFAワールドカップ「日本×オランダ」戦にて3Dでの生中継を行った。それに先がけた2010年6月12日、日本初の3Dによるバラエティー番組としてフジテレビNEXTにて「アイドリング!!!の3Dング!!!」の放送が行われた。
民放系列のBSデジタルでは、BS朝日でパナソニック協賛の番組「Panasonic 3D Music Studio」（2010年11月開始、2012年9月終了）、BSフジでソニー協賛の番組「3D☆3D」（サンデーサンデー、2011年1月開始、2012年4月1日終了）が立体ハイビジョン放送を実施、日本BS放送（BS11）でも2009年から率先的に取り入れ、2010年には三社祭中継番組で日本初の3Dによる生放送を実施、その他では前述の「3D立体革命」や「3Dプラネット」などの番組を放送していた。
このほか2011年3月25日にはプロ野球中継「巨人対横浜」戦で、BS日テレがBS放送で初となる3D方式の実況を計画していたが、この2週間前の3月11日に東日本大震災が発生した影響により開幕が4月12日まで延期されたため、この3D中継は実施されなかった。これ以後もプロ野球の3D試験放送は延期されることなく、改めて実施する予定も組まれておらず、「幻の企画」となった。
2015年9月30日をもってBS11のミニ番組「3D紀行」が終了し、無料民放での3D定時番組は姿を消すこととなった。
有料のBSデジタルでは、WOWOWが2012年4月から「3Dエンタ!」という3D放送の枠をスタートしたが、2015年3月をもって終了した。スター・チャンネルは、3D映画を毎月放送していたが、2020年1月23日放送の『ランペイジ 巨獣大乱闘』を最後に3D放送から撤退した。これをもって、BS,CSとも定期的な3D放送は行われていない(2020年10月現在)。
2017年1月、2012年以降は販売の減少が続いていた3Dテレビから各メーカーが撤退する中で、最後に残っていたソニーとLGも2017年には撤退することが報じられ、3Dテレビは市場から姿を消した。
その後は裸眼3Dへと研究がシフトしており、この幻の3Dブームは苦い経験となっている。
スーパーハイビジョンは運動視差も働いているため、カメラがパンした際に手前の物体は動きが速く、奥の物体は動きが遅い、手前の物体ははっきり見えて、奥の物体は適度にぼける、などの違いが高精細な画面により再現されていることから、2Dでも自然な立体感を得られるという指摘がある。

## 放送方式
3D映像を放送するための放送方式は、日本および世界的にも標準化が進まなかった。
3D映画を含めれば、立体動画を記録・伝送する基本的な方式には「サイド・バイ・サイド」方式と「ライン・バイ・ライン」（インターレース）方式の2つがあるが、世界的には試験放送や実用放送をして進められている3Dテレビ放送としては「サイド・バイ・サイド」方式にほぼ定着している。他の方式には「トップ・アンド・ボトム」、「フレームシーケンシャル」や「フレームパッキング」もある。
「サイド・バイ・サイド」方式では、画像の横幅だけをオリジナルの2分の1に圧縮して、左右の視点から見たこの2枚の画像を横に並べ、その他は従来の2D画像と同様に放送する。受信機側では横幅だけを2倍に伸ばして2枚の画像を得る。動画であるので、この処理をフレームごとに行う。サイド・バイ・サイドにも複数の形式が存在し標準は定まっていない。
日本ではNHKメディアテクノロジーが開発した「MT」方式を、日本BS放送（BS11）が2007年12月から定常的に3D放送を開始し、BS-TBSがそれに続いたのでこれが幾分優位な立場であったが、2009年年末に日本のソニーが米RealD社の「RealD」フォーマットを採用した3DTVを発表した後、2010年のコンシューマー・エレクトロニクス・ショー（CES）でJVCケンウッド、パナソニック、東芝、サムスン、ディレクTVがRealIDを採用と発表して巻き返しになった。他にもカナダのSensio Technologies社の「SENSIO 3D」方式が以前から米国や英国でスポーツ中継放送に用いられたりして、2010年のCESでは米VIZIOがSENSIO方式の採用を発表している。
放送方式を含む世界的な標準化を行っているITU-Tでは、H.264を基にしたH.264/MVCを2008年に標準化した。H.264/MVCは「Blu-ray 3D」に採用された。サイド・バイ・サイドとライン・バイ・ラインが、フレーム当たりの表示画素数を半分にして左右同時伝送するのに対して、H.264/MVCは、左右画像の表示画素数はそのまま、H.264 AVCおよびマルチビュー符号化により圧縮して格納するものである。なお、Blu-ray 3Dでは伝送方式にフレームパッキング方式が採用されている。なお、ITU-T自身はH.264/MVC以降の次世代規格をも策定中であり、いずれもサイド・バイ・サイド方式などとの互換性がない。
これらの他にも映画会社によるDVD/BDでの映像ソフトのフォーマットやケーブルTV会社の配信フォーマット、録画機器を含めたTVメーカーの動向など、関連する要素が多い。標準候補の乱立の懸念も含めて、3DTV放送の標準的な放送方式は収束しなかった。ただし当面の間は、3D再生が行えるTVの多くが少なくとも120Hz表示機能が備わっており、超解像技術やLED背面照明制御なども行えるほどの高機能なTVが多いと考えられるため、受信後復調すべき放送フォーマットのわずかな違いなどは画像処理ソフトウェアなどで全てに対応可能にできるとも考えられた。